# Tom Darmon
 (août 2025).
Motif : Notoriété de cet acteur de 27 ans ayant joué ponctuellement dans trois séries et dans un film ? Pour l'instant, « Petit-fils de » mais notoriété personnelle limitée.
- Archive Wikiwix
- Bing
- Cairn
- DuckDuckGo
- E. Universalis
- Gallica
- Google
- G. Books
- G. News
- G. Scholar
- Persée
- Qwant
- (zh) Baidu
- (ru) Yandex
- (wd) trouver des œuvres sur Wikidata

| 1. | Préciser le motif de la pose du bandeau. | Précisez le motif de la pose du bandeau en utilisant la syntaxe suivante : {{admissibilité à vérifier\|date=août 2025\|motif=remplacez ce texte par le motif}}                  |
| 2. | Informer les utilisateurs concernés.     | Pensez à avertir le créateur de l'article, par exemple, en insérant le code ci-dessous sur sa page de discussion : {{subst:avertissement admissibilité à vérifier\|Tom Darmon}} |

Tom Darmon, de son nom complet Tom Gaspar Darmon, né le 25 avril 1998 à Paris, est un acteur français. Il est notamment connu pour son rôle dans la série Ici Tout Commence diffusée sur TF1.
Il est le petit-fils de l'acteur Gérard Darmon.

## Biographie

### Enfance et formation
Né à Montmartre de parents techniciens dans le cinéma et passionné par l'audiovisuel, Tom Darmon passe son bac littéraire avant d'intégrer l'école de théâtre Jean Périmony en 2017. Il intègre le groupe NRJ la même année, passionné par la station de Jean-Paul Baudecroux, et officie en coulisses sur les événements musicaux (NRJ Music Awards, NRJ Music Tour...) et à l'antenne.

### Vie privée
En 2023, il confie à Paris Match n'avoir jamais connu ses parents ou grands-parents ensemble.
« Je m’entends bien avec mes parents, mais avec les grands-parents c’est compliqué. Avec mon grand-père d’un côté, ma grand-mère d’un autre côté… Personne n’est très famille. Mon grand-père n’est pas hyper famille, ma grand-mère n’est pas hyper famille, ma mère non plus. On est un peu tous dans notre coin. Noël, on le fait à quatre. »
Certains médias lui ont prêté une aventure avec la chanteuse Carla Lazzari.

### Carrière
Au terme du cursus de son école, il intègre le casting de la série à succès de TF1 Ici Tout Commence. Sa première apparition à l'écran a lieu dans l'épisode 211 diffusé le 23 août 2021.
En 2025, il interprète le rôle de Stéphane dans la série télévisée Cassandre, diffusée le 22 février 2025 sur France 3. 

## Filmographie
- 2015 : Clem (série télévisée)
- 2016 : Le Fils de Joseph (film) réalisé par Eugène Green
- 2021 : Ici Tout Commence (série télévisée)
- 2025 : Cassandre (série télévisée)